# 大棘新光唇魚
大棘新光唇魚（学名：Neolissochilus spinulosus）为輻鰭魚綱鯉形目鲤科新光唇魚屬的其中一種，該物種主要分布於亞洲印度，棲息在中底層水域，對人類無害。